# Assimilatie-discussie lhbt'ers
De discussie over assimilatie van lhbt'ers in de heterosamenleving is een discussie en/of vraagstuk binnen de lhbt-beweging en daarbuiten die gaat over welke plaats lhbt'ers hebben binnen (of naast) de 'heterosamenleving', welke verhouding zij hebben opzichte daarvan en hoe de emancipatie voor lhbt'ers daarbinnen verbeterd kan worden.
Binnen de lhbt-gemeenschap, die meer acceptatie/emancipatie als doel hebben, zijn er verschillende meningen over hoe dit doel bereikt kan worden. Grof genomen zijn er twee standpunten; de een ziet meer effectiviteit in integratie (desnoods door de 'strijd aan te gaan' met, te protesteren tegen en het provoceren van de 'heterosamenleving') en de ander ziet meer effectiviteit in assimileren met de 'heterosamenleving'.

## Discussie binnen lhbt-gemeenschap
Voor een lange tijd moesten lhbt'ers hun identiteit verborgen houden voor hun omgeving en werden gemarginaliseerd. Naast culturele aspecten werd dit ook versterkt door wetgeving die homoseksualiteit illegaliseerde, zie bijvoorbeeld sodomiewetgeving en Artikel 248bis. Emancipatie of een identiteitsontwikkeling als groep/gemeenschap kon daarmee ook moeilijk op gang komen. 
De eerste homo-emancipatie eind negentiende eeuw richtte zich dan ook nog voornamelijk op het decriminaliseren van homoseksualiteit door het een wetenschappelijk kader te geven en het te proberen ontdoen van het stempel sodomie. Juridische restricties werden aangevochten en wetenschappelijke organisaties zoals het  WhK in Duitsland en het NWHK in Nederland werden opgericht.

### Omwenteling
Die aanpak veranderde in de tweede helft van de twintigste eeuw. Na de Stonewall-rellen van eind juni 1969 werd de toon naar de maatschappij opstandiger. De homo-beweging veranderde in het algemeen van een stroming die streefde naar acceptatie en assimilatie, naar integratie (desnoods via segregatie). Die gezamenlijke strijd droeg bij aan het vormen van een eigen identiteitsontwikkeling voor de lhbt-gemeenschap.
Een teken van de tijd was dat het C.O.C. zijn naam veranderde. Wat eerst voluit Cultuur- en Ontspannings Centrum heette, werd nu N.V.I.H. COC: Nederlandse Vereniging tot Integratie van Homoseksualiteit, gevolgd door de nu betekenisloze afkorting COC (vanwege de bekendheid van dit acroniem). Zo heet de vereniging nog steeds. De Roze Flikkers weigerden zich aan te passen aan normen die voor hetero-mannen verondersteld werden en gingen in travestie de straat op om mensen te choqueren. Ook daagden zij politici uit om uit de kast te komen.
Ook waren er meer radicale geluiden te horen die streefde naar volledige afscheiding en separatisme. De actiegroep Paarse September bestond uit drie lesbische vrouwen die in 1972 zeiden vanuit een politiek standpunt relaties met mannen af te zweren en radicaal-feministisch te gaan leven in een vrouwencommune, als levensexperiment, om aan te tonen dat heteroseksualiteit voor vrouwen passé was. Zij gingen hierin dus verder dan de Dolle Mina's en de Fort-groepen, en zeker dan Man-Vrouw-Maatschappij. Het boek Lesbisch bestaan en gedwongen heteroseksualiteit (1975) van Adrienne Rich is te beschouwen als het summum van de anti-heteronormale stroming. Het boek bevat allerlei verhalen waaruit de dwang om - als vrouw - een heteroseksueel burgerbestaan te leiden, zonneklaar zou moeten blijken.
Binnen de homobeweging betekende de zienswijze het einde van de verwijfde nicht (het mietje) en de opkomst van een zelfverzekerde homo-man die zijn geaardheid en zichzelf niet langer verborgen hield. Bij de lesbiennes werd een sterke samenhang tussen deze zienswijze en de Tweede feministische golf gezien. De zelfbewuste pot werd geboren, in tuinbroek en met een jongenskop. De butch en femme-relaties, waarin een hetero-relatie werd nagebootst, was uit.
Homoseksualiteit was geen sprake van geaardheid of aanleg meer, maar een keus voor een eigen identiteit.
Uit de kast komen, het uitkomen voor de eigen homoseksualiteit, werd beschouwd als hét moment waarop je de onderdrukkende hetero-normen van je af wierp waar je in je eerdere leven onder had geleden en die je het zicht op jezelf had ontnomen.

### Latere ontwikkelingen
In de jaren 80 en 90 zwakte de discussie over puur de plaats van lhbt'ers in de maatschappij enigszins af, mede door toedoen van de Aids-crisis. Ook lijken homo-organisaties zich meer gevestigd te hebben in de samenleving en lhbt-identiteiten worden langzamerhand steeds meer beschermd in wetgeving. Denk bijvoorbeeld aan de openstelling van het huwelijk voor mensen van hetzelfde geslacht in Nederland en België in 2001 en 2003 respectievelijk.
Nu de emancipatie op sociale en juridische vlakken is verbeterd lijkt de discussie in het algemeen tegenwoordig minder prangend. Toch wordt er vanaf de jaren 90 ook geprobeerd verschillende aspecten, die ook meespelen in de discussie, een wetenschappelijk kader te geven. Hieruit vloeide de zogenoemde Queer Theory voort. Binnen dat kader spelen de 'nieuwe' termen heteronormativiteit en homonormativiteit een rol.

### Gay Pride
De Gay Pride Parade is een onderdeel van de homocultuur waarbij de discussie over assimilatie van lhbt'ers in de heterosamenleving sterk naar voren komt. De Gay Pride Parade is in New York ontstaan als een soort protestmars tegen de gevestigde (hetero-)orde en als herdenking van de Stonewall-rellen van 1969. Zeker in het begin werd het gezien als een provocatie omdat men (de lhbt-gemeenschap) met de parade liet zien dat men weigerde zich nog langer te verbergen, zich te moeten schamen voor hun identiteit en te leven onder onderdrukking van die identiteit.
Tegenwoordig wordt ter discussie gesteld of de Gay Pride nog wel die betekenis en het karakter van een protestmars heeft. Sommigen vragen zich af of de Gay Pride niet haar oorsprong vergeten is en de manifestatie verworden is tot enkel een extravagant feest. En of deelname (en daarmee support) van bepaalde organisaties aan de Gay Pride niet enkel gebaseerd zijn op commerciële en/of politieke belangen. Anderen bestempelen de Pride als een gebeuren waarbij diversiteit en 'zijn wie je wil zijn' juist gevierd worden. 
Dan zijn er ook weer geluiden die juist het provocatieve (en de extravagante feestelijkheid) van de Gay Pride bekritiseren. Met de Gay Pride zou een stereotiep beeld gecreëerd en versterkt worden en dat niet bevorderlijk zou zijn voor de emancipatie van ('gewone') lhbt'ers.
De discours over de Gay Pride laat zien dat er geen homogene mening is over hoe meer emancipatie voor lhbt'ers bewerkstelligd kan worden, ook niet binnen de lhbt-gemeenschap zelf. De een ziet protest en provocatie als het hulpmiddel voor meer acceptatie en de ander denkt juist via assimilatie meer te bereiken.

## Andere actoren
Vanuit religieuze hoek zijn er ook verschillende standpunten over welke plek lhbt'ers hebben binnen de samenleving.  Binnen verschillende religies zoals het christendom en de islam wordt homoseksualiteit soms gezien als een zonde en wordt soms geadviseerd verlangens niet in praktijk te brengen en zo veel mogelijk te assimileren met de 'heterosamenleving'.
Daarnaast zijn er ook standpunten (buiten religie om) die een (te) duidelijke zichtbaarheid van lhbt'ers afweren. Denk bijvoorbeeld aan uitspraken als "ik heb niks tegen homo's, tenminste als ze maar niet te overdreven verwijfd zijn."